# Elles donen el cop
Elles donen el cop (títol original: A League of Their Own), és una pel·lícula estatunidenca de 1992 dirigida per Penny Marshall. Ha estat doblada al català.

## Argument
El 1943 mentre els homes estaven en la guerra, el beisbol va estar a punt de desaparèixer. Però un grup de dones estava disposat a donar el cop. Dottie (Geena Davis) i Kit Keller (Lori Petty) formaran part d'un equip femení i hauran de demostrar que són capaces de competir i de lluitar com a homes. Però, sobretot, hauran d'enfrontar-se al seu sarcàstic i sempre borratxo entrenador Jimmy (Tom Hanks), que intenta amb prou feines fer de totes les noies, veritables jugadores de beisbol.

## Repartiment
- Tom Hanks: Jimmy Dugan
- Geena Davis: Dottie Hinson
- Madonna: Mae Mordabito (jardí central)
- Lori Petty: Kit Keller
- Jon Lovitz: Ernie Capadino
- David Strathairn: Ira Lowenstein
- Garry Marshall: Walter Harvey
- Bill Pullman: Bob Hinson
- Megan Cavanagh: Marla Hooch (2ª base)
- Rosie O'Donnell: Doris Murphy (3ª base)
- Tracy Reiner: Betty 'Betty Spaghetti' Horn (jardí esquerre)
- Bitty Schram: Evelyn Gardner (jardí dret)
- Don S. Davis: Charlie Collins (entrenador de Racine)
- Renée Coleman: Alice Gaspers (jardí esquerre/jardí central)
- Ann Cusack: Shirley Baker (jardí esquerre)

## Producció i rebuda

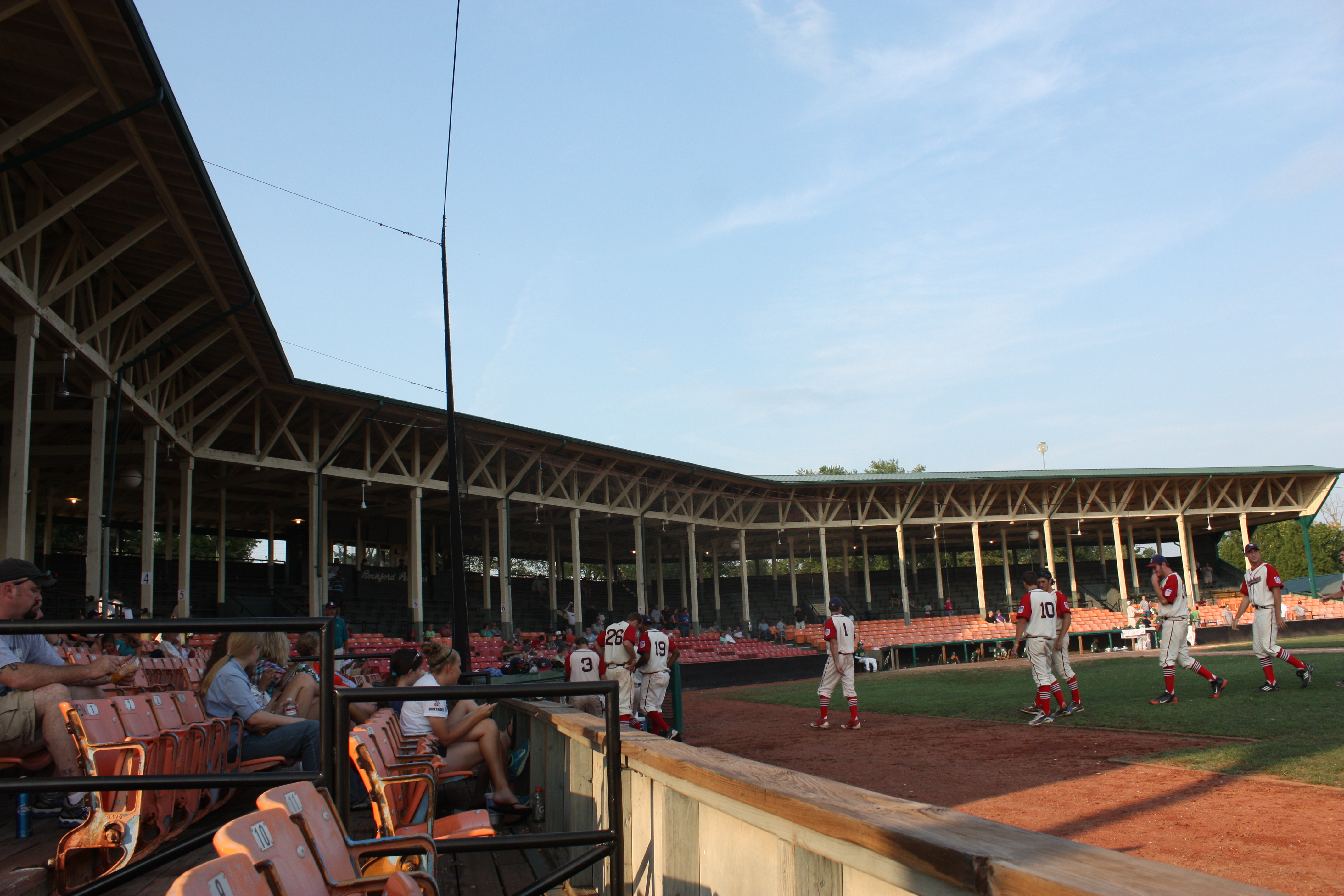
Estadi de Huntingburg, on es va rodar el film

Gran part de la pel·lícula es va rodar a Huntingburg, una ciutat d'Indiana que alberga un museu amb material del film. A Geena Davis no li van agradar massa les ridícules faldilles que havien de fer servir per jugar al beisbol.
El film es va estrenar l'1 de juliol de 1992 i va aconseguir el primer lloc en la seva segona setmana.
Va ser un èxit comercial ($107 milions ala EUA amb un pressupost de $40 milions) i de crítica.
El film va ser inclòs per l'American Film Institute en aquestes llistes:
- 2005: AFI's 100 Years... 100 Movie Quotes:
  - Jimmy Dugan: "There's no crying in baseball!" – #54[12]
- 2006: AFI's 100 Years... 100 Cheers – Nominada[13]
- 2008: AFI's 10 Top 10:	
  - Nominada a pel·lícules esportives[14]

## Banda Sonora
A League of Their Own BSO va ser publicada per Columbia Records.
La cançó de Madonna "This Used to Be My Playground" no es va incloure per motius contractuals.
1. "Now and Forever" – Interpretada per Carole King
2. "Choo Choo Ch'Boogie" – Interpretada per The Manhattan Transfer
3. "It's Only a Paper Moon" – Interpretada per James Taylor
4. "In a Sentimental Mood" – Interpretada per Billy Joel
5. "Two Sleepy People" – Interpretada per Art Garfunkel
6. "I Didn't Know What Time It Was" – Interpretada per James Taylor
7. "On the Sunny Side of the Street" – Interpretada per The Manhattan Transfer
8. "Flying Home" – Interpretada per Doc's Rhythm Cats
9. "Life Goes On" – Interpretada per Hans Zimmer
10. "The Final Game" – Interpretada per Hans Zimmer
11. "The All-American Girls Professional Baseball League Song" – Interpretada per The Rockford Peaches